# خرگوش ثروتمند است
خرگوش ثروتمند است (انگلیسی: Rabbit Is Rich) رمانی از جان آپدایک نویسنده آمریکایی است که در سال ۱۹۸۱ منتشر شد. این کتاب سومین رمان از مجموعه چهار رمانی شامل فرار کن، خرگوش، بازگرد خرگوش و خرگوش در آرامش است. این رمان برنده جایزه پولیتزر برای داستان و جایزه کتاب ملی شد.